# Kurhan w Swiraczi
Kurhan w Swiraczi (bułg. Голяма могила, trb. Goljama mogiła; dosł. „Wielki Kurhan”) – antyczny kurhan usypany na kamiennej podstawie, położony we współczesnej miejscowości Swiraczi w Bułgarii, blisko granicy z Grecją. Okres użytkowania kurhanu i zawartych w nim konstrukcji datowany jest na epokę rzymską, a dokładniej na wczesny okres panowania cesarza Trajana (97–117). 
Podobnie jak kurhan w Mikri Doxipara-Zoni, kurhan w Swiraczi był używany jako rodzinna nekropolia właścicieli Wilii Armira.
Kurhan ma wysokość około 15 metrów (oryginalnie mierzył 18-20 metrów) oraz średnicę 60 metrów. Położony jest przy dawnej rzymskiej drodze, na wysokim wzniesieniu.
Konstrukcja umieszczona jest na skomplikowanym stylobacie (podstawie), wykonanym z łamanego kamienia i zaprawy. Na zewnątrz kurhanu umieszczono kamienną okładzinę, która dosięgała 1/3 wysokości kopca. Cała konstrukcja została wykonana według wcześniej przygotowanego planu architektonicznego. Taki zamysł planistyczny jest przykładem kontynuacji trackiej tradycji wznoszenia tego typu budowli. Bloki okładziny mają długość do 3,80 m, a ich zewnętrzne krawędzie są łukowato wycięte. Ułożone były schodkowo w dziesięciu rzędach. Połączenia między nimi wykonano za pomocą masywnych żelaznych klamr spojonych ołowiem.
Na szczyt kurhanu prowadzą schody; tam zaś oryginalnie znajdowała się rzeźba figuralna lub stela.

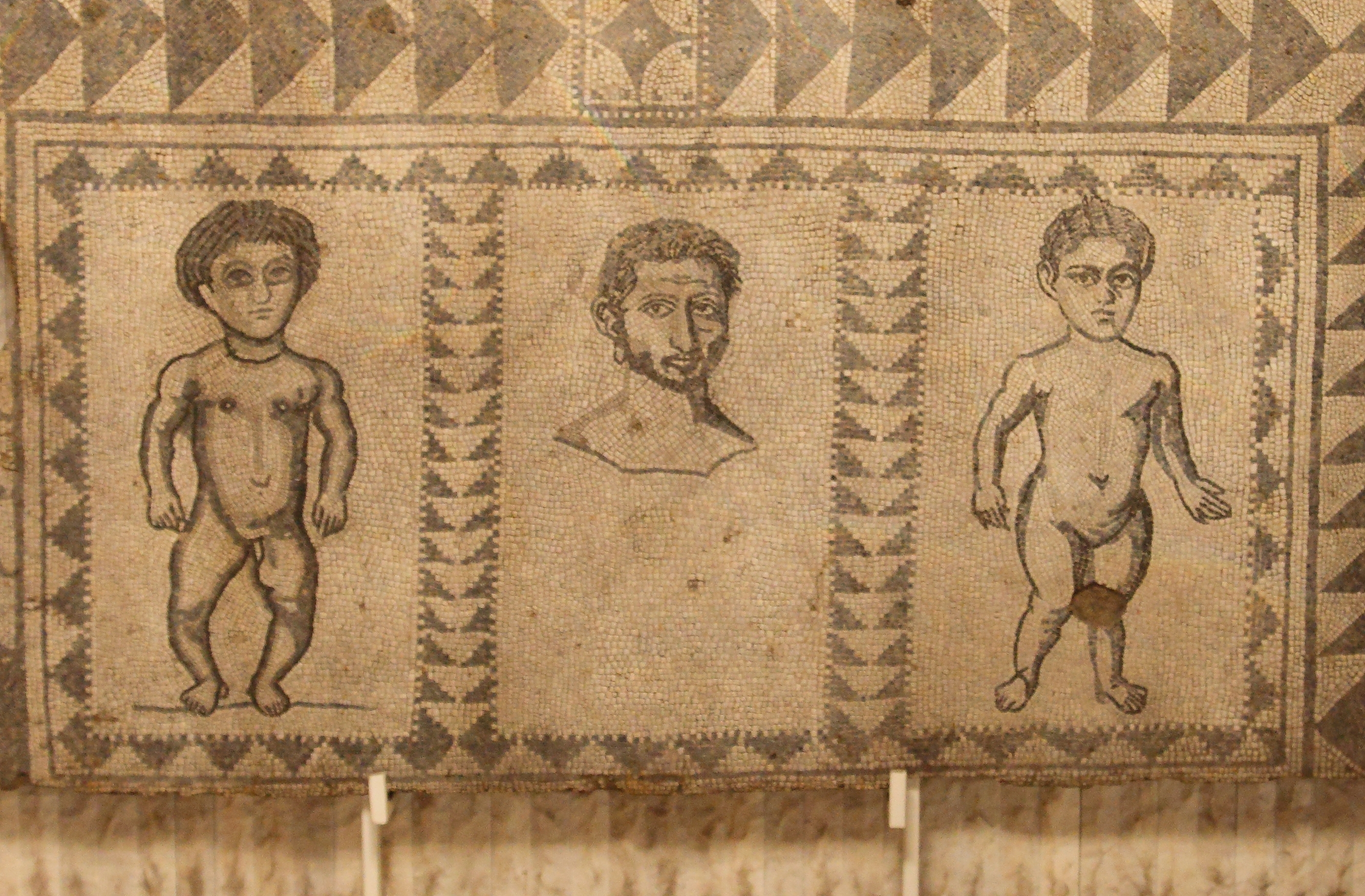
Mozaika portretowa w Willi Armira z przedstawieniem właściciela i jego dzieci (męża i dzieci kobiety pochowanej w kurhanie?)

W kurhanie pochowana była kobieta, tracka arystokratka, w wieku 20–25 lat; jej ciało spalono w tym samym miejscu. Kobieta ta była córką lub wnuczką założyciela willi Armira. G. Kabakczijewa, na podstawie datowania mozaik z willi i datowania kurhanu, wskazuje, że kobieta mogła być żoną właściciela willi i matką dzieci przedstawionych na mozaice portretowej.
W grobowcu pochowano także dwa wozy, cztery konie i psa. Pochówki tego typu spotykane są w kulturze trackiej już od czasów epoki żelaza.
Badania archeologiczne kurhanu prowadzone są od 2001 roku przez specjalistów z Muzeum Archeologicznego w Sofii. Ruchome znaleziska z kurhanu (np. monety) przechowane są w muzeum historycznym w Iwajłowgradzie. 